# Adelaide Estrada
Adelaide Augusta Fernandes Estrada (Porto, 29 de setembro de 1898 - 18 de outubro de 1979), foi uma médica, cientista e activista política portuguesa. Actuou como professora e investigadora no âmbito da histologia, análises clínicas e citologia; e é reconhecida por sua vasta obra de publicações científicas nessas três áreas. Adelaide foi a segunda mulher a entrar para a Sociedade Portuguesa de Biologia, sendo admitida como efectiva em Março de 1928. Foi investigadora no Instituto de Histologia e Embriologia da Faculdade de Medicina do Porto e no Centro de Estudos Microscópicos do Instituto de Alta Cultura. Também foi a segunda portuguesa a doutorar-se nas ciências biológicas. 

## Percurso
Filha de Augusto Pires Estrada, nasceu às 15 horas do dia 29 de Setembro de 1898, na freguesia portuense da Vitória. Obteve o diploma da instrução secundária no Liceu Alexandre Herculano, no Porto, onde se matriculou aos 12 anos de idade, embora tenha frequentado, durante um ano, o Liceu Feminino (depois renomeado Carolina Michaelis) na rua de Cedofeita, e de ter passado o primeiro período de um lectivo ano no Liceu Rodrigues de Freitas. Ainda estudante liceal foi trabalhar, após a morte do pai (1913), para se formar como ajudante do Hospital Joaquim Urbano.
Iniciou em outubro de 1921 o curso de Medicina na Faculdade de Medicina da Universidade do Porto (FMUP), onde mais tarde seria professora.
Ainda enquanto estudante universitária, foi convidada a trabalhar no Instituto de Histologia e Embriologia da FMUP (1922), onde conhece o médico Abel Salazar de quem se torna colega e colaboradora em diversas pesquisas. Também fez parte do Curso Livre de Parasitologia e foi nomeada Assistente Livre de Histologia, por decisão do Conselho Escolar, em 1923. Três anos depois foi nomeada Preparador do Laboratório de Análises Clínicas (Laboratório Nobre) da Faculdade de Medicina do Porto.
Em 1932, é nomeada assistente voluntária da Clínica de Doenças Infecciosas da FMUP.
Colaborou na revista Pensamento, órgão do Instituto de Cultura Socialista, que se publicou no Porto, e no “O Sol Nascente”, onde algumas mulheres escreviam sobre a condição feminina e a sua participação mais activa na sociedade. Foi oposicionista do Estado Novo e apoiou as candidaturas dos generais José Norton de Matos (1949) e Humberto Delgado (1958), nas respectivas campanhas à Presidência da República.
Em 1941 iniciou o estágio no Centro de Estudos Microscópicos, da Faculdade de Farmácia da Universidade do Porto, criado pelo Instituto para a Alta Cultura, por razões políticas de oposição ao Estado Novo, reintegrando o professor Abel Salazar que havia sido afastado em 1935. Adelaide exerceu atividades até o encerramento.  Em sua bibliografia científica constam títulos como “Síndromas Meníngeas e Meningites Agudas Anormais”, “Questões de Nomenclatura Hematológica” ou “Os Índices Hematológicos Não Têm Valor Diagnóstico”.
Em 1942 foi bolseira, no país, do Instituto para a Alta Cultura.
Se aposentou enquanto Preparadora do Laboratório de Análises Clínica (1950), e montou, em 1952, um laboratório particular de análises, sito no número 303 da Rua Formosa, no Porto.
Ao longo de a sua carreira foi eleita membro da Sociedade Portuguesa de Biologia (1928), da Association des Anatomistes (1932) e da Société Internationale d’Hematologie. Participou em encontros científicos, como o III Congresso Nacional de Medicina (Lisboa, 1928), o Congresso da Association des Anatomistes (1933) e as reuniões do Instituto Português de Oncologia (IPO) em Lisboa (1941).
Morreu a 18 de Outubro de 1979. 
Desde 1991 dá nome a uma rua na cidade do Porto, na área da Prelada. 

## Obra científica
Adelaide Estrada escreveu diversos artigos  sobre citologia, análises clínicas e histologia. Algumas das suas publicações foram escritas em parceria com outros investigadores, entre os quais Abel Salazar, Júlio Machado Vaz, Nery de Oliveira e Carlos Ramalhão.
- 1935 - A propósito do primeiro caso de Kalazar em Portugal
- 1935 - Schillingomania em Portugal
- 1936 - A punção diagnóstico ou citopunção
- 1936 - Questões de nomenclatura hematológica
- 1937 - Ainda a propósito do primeiro caso de Kalazar do adulto em Portugal
- 1938 - O terceiro caso de Kalazar do adulto em Portugal (com Nery de Oliveira)
- 1942 - A nova teoria do Prof. Abel Salazar sobre os granulócitos
- 1943 - Fórmula d' Arneth e os índices hematológicos em face da nova teoria do neutrófilo
- 1944 - As novas ideias e teorias de Abel Salazar sobre o equilíbrio citológico do sangue e suas perturbações
- 1944 - Novo caso de Kalazar do adulto em Portugal (com Emídio Ribeiro)
- 1944 - O método gráfico, de A. L. Salazar, no estudo do equilíbrio neutrocitário
- 1945 - Sur les ombres nucléaires

## Colaboração em periódicos
Escreveu também para periódicos como:  
- O Diabo
- Pensamento: Órgão do Instituto de Cultura Socialista
- Revista brasileira Esfera
- Sol Nascente

## Reconhecimentos
- Foi homenageada através da exposição Adelaide Estrada: Para além da Ciência na Casa-Museu Abel Salazar (setembro a novembro de 2019)[1][7][11]

- Na Casa Comum da reitoria da Universidade do Porto foi realizada uma conferência, pelo professor catedrático António Coimbra, subordinada ao tema Obra Científica de Adelaide Estrada (24 de setembro de 2019)[12]

- É a única médica com o seu nome na toponímia do Porto [13][14]